# Jarc
Jarc je 111. najbolj pogost priimek v Sloveniji, ki ga je po podatkih SURS-a na dan 1. januarja 2010 uporabljalo 1247 oseb.

## Znani nosilci priimka
- Aleksander Sašo Jarc (1958—2020), slikar
- Aljaž Jarc (*1999), kolesar
- Angel Jarc (1900—1969) koncertni pevec
- Andrej Jarc (1916—?), politični in kulturni delavec (župan Doberdoba)
- Andrej Jarc (1939—2020), pianist, čembalist in pedagog
- Anton Jarc (1813—1900), duhovnik
- Barbara Jarc, pevka
- Blaž Jarc (*1988), kolesar
- Boris Jarc (1928—2006), veterinar
- Borut Jarc, nogometni trener
- Evgen Jarc (1878—1936), filolog, profesor in politik
- Evgenija Jarc Zaletel, ilustratorka
- Franc Jarc (1845—1911), duhovnik
- Frančišek Jarc (1891—1978), pravnik
- Iztok Jarc (*1963), diplomat in politik
- Janko Jarc (1903—1995), zgodovinar, muzealec in publicist
- Janko Jarc (*1944), mladinski pisatelj?
- Marko Jarc (*1957), knjižničar, pisatelj, pesnik, literarni mentor, fotograf
- Marko Jarc, predsednik paritetnega odbora za slovensko manjšino v Italiji
- Matjaž Jarc (*1954), pravnik, pesnik, besedilopisec, pisatelj in skladatelj
- Mija Jarc (1911—1989), kostumografinja
- Miran Jarc (1900—1942), pesnik, dramatik, publicist, prevajalec
- Mirjana Jarc, humanitarka (RKS...)
- Mojca Jarc (*1964), lektorica angleščine in francoščine na FDV
- Pavla Jarc, direktorica Kulturnega doma Nova Gorica in predsednica Glasbene mladine Slovenije
- Simona Jarc, geologinja (mineralogija in petrologija)
- Stanko Jarc (1933—2006), prevajalec
- Tea Jarc, civilnodružbena in polit. aktivistka?
- Vlado Jarc (1918—1984), novinar in urednik